# Mustamäe (Tallinn)
Mustamäe (dosłownie: Czarne Wzgórze) – jedna z ośmiu dzielnic Tallinna, stolicy Estonii. Położona jest w południowo-zachodniej części miasta, na zachodzie graniczy z Haabersti, na wschodzie z Kristiine, a na południu z Nõmme. Jest drugą (po Lasnamäe) najbardziej zaludnioną dzielnicą Tallinna - mieszka tu 67 359 osób na obszarze 8,15 kilometrów kwadratowych, co przyznaje jej także tytuł najgęściej zaludnionej.

## Podział administracyjny

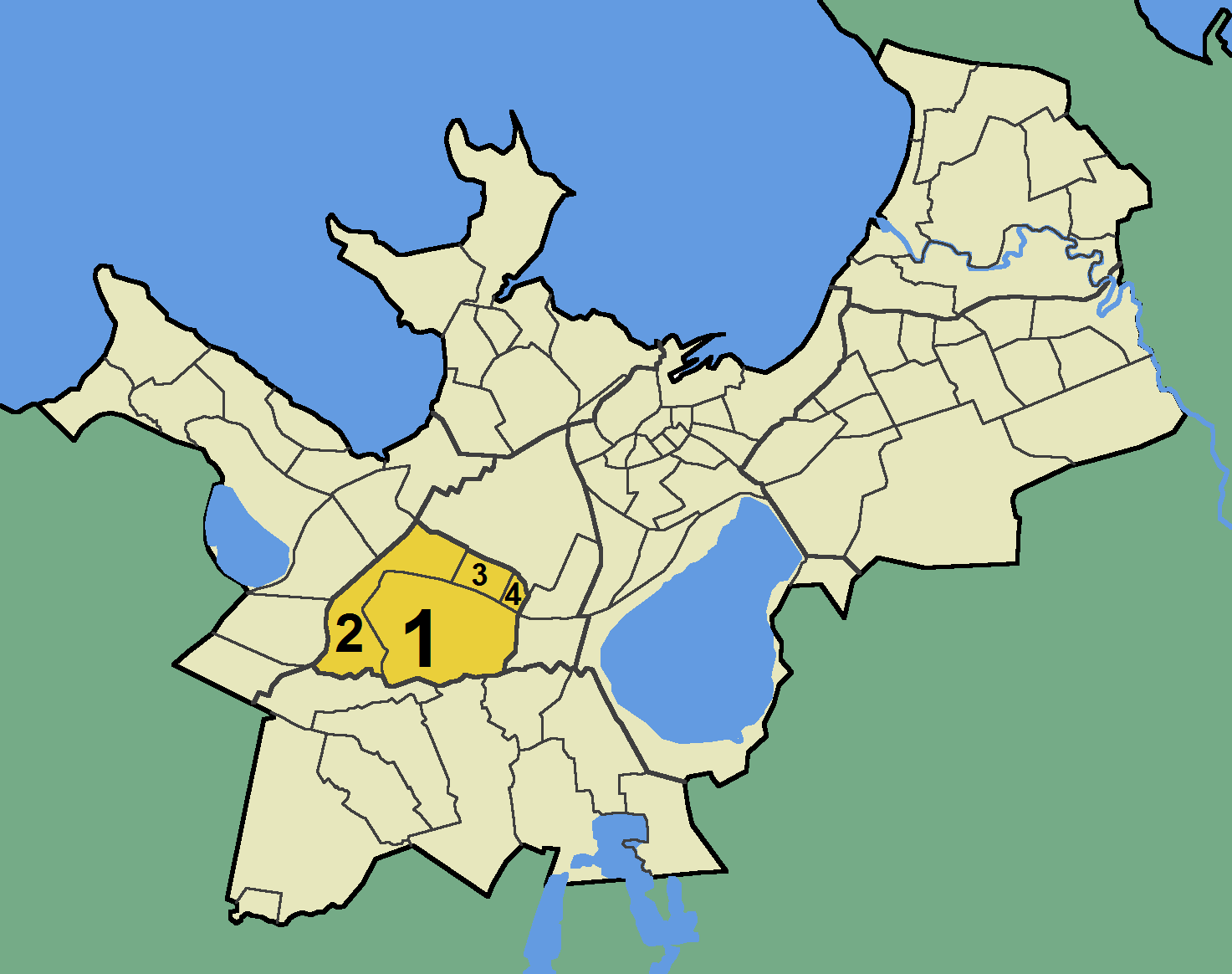

Mustamäe składa się z 4 poddzielnic: 
1.Mustamäe
2.Kadaka
3.Sääse
4.Siili.

## Edukacja
W dzielnicy znajduje się Uniwersytet Techniczny, jedna z ważniejszych wyższych uczelni kraju, a także Estoński College Technologii Informacyjnej.

## Demografia
| Data    | 01.12.2003 | 01.12.2005 | 01.12.2007 | 01.12.2009 | 01.12.2011 | 01.12.2013 | 01.12.2015 |
| ------- | ---------- | ---------- | ---------- | ---------- | ---------- | ---------- | ---------- |
| Ludność | 64 743     | 65 789     | 64 302     | 64 142     | 64 369     | 66 001     | 67 359     |

| Grupa etniczna | udział w % (2015) |
| -------------- | ----------------- |
| Estończycy     | 57,8%             |
| Rosjanie       | 34,0%             |
| Ukraińcy       | 3,1%              |
| Białorusini    | 1,6%              |
| Finowie        | 0,6%              |
| Żydzi          | 0,4%              |
| Tatarzy        | 0,3%              |
| Inne           | 2,2%              |

## Galeria zdjęć

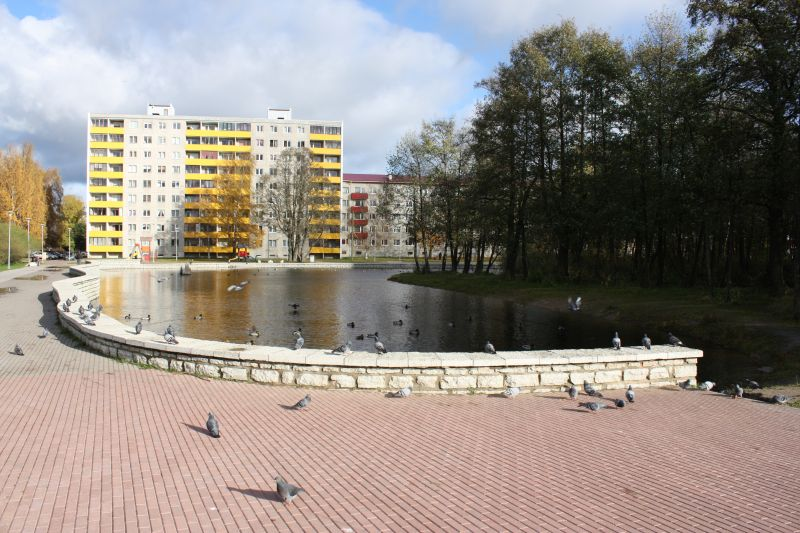
Park Parditiigi
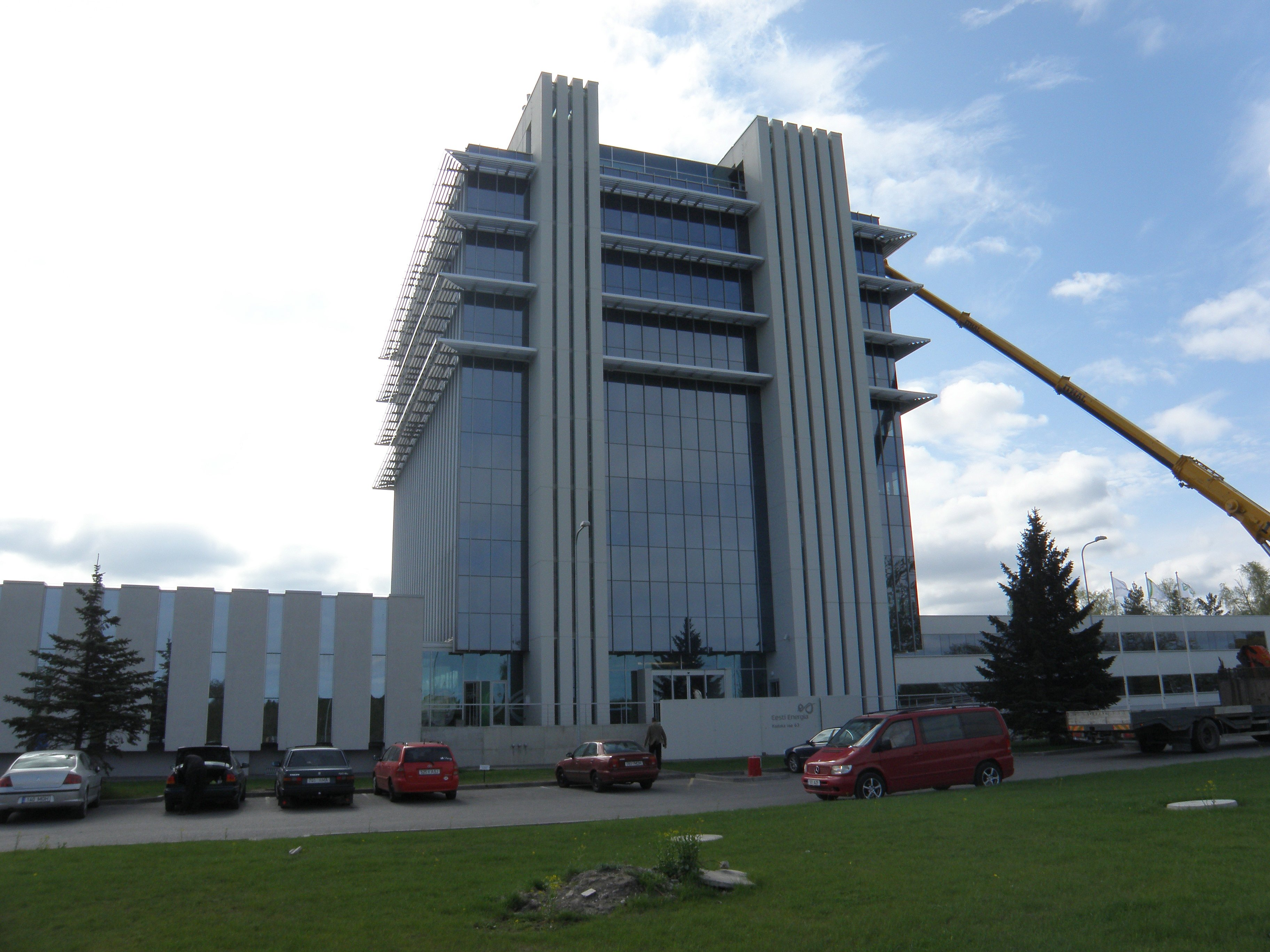
Siedziba Eesti Energia
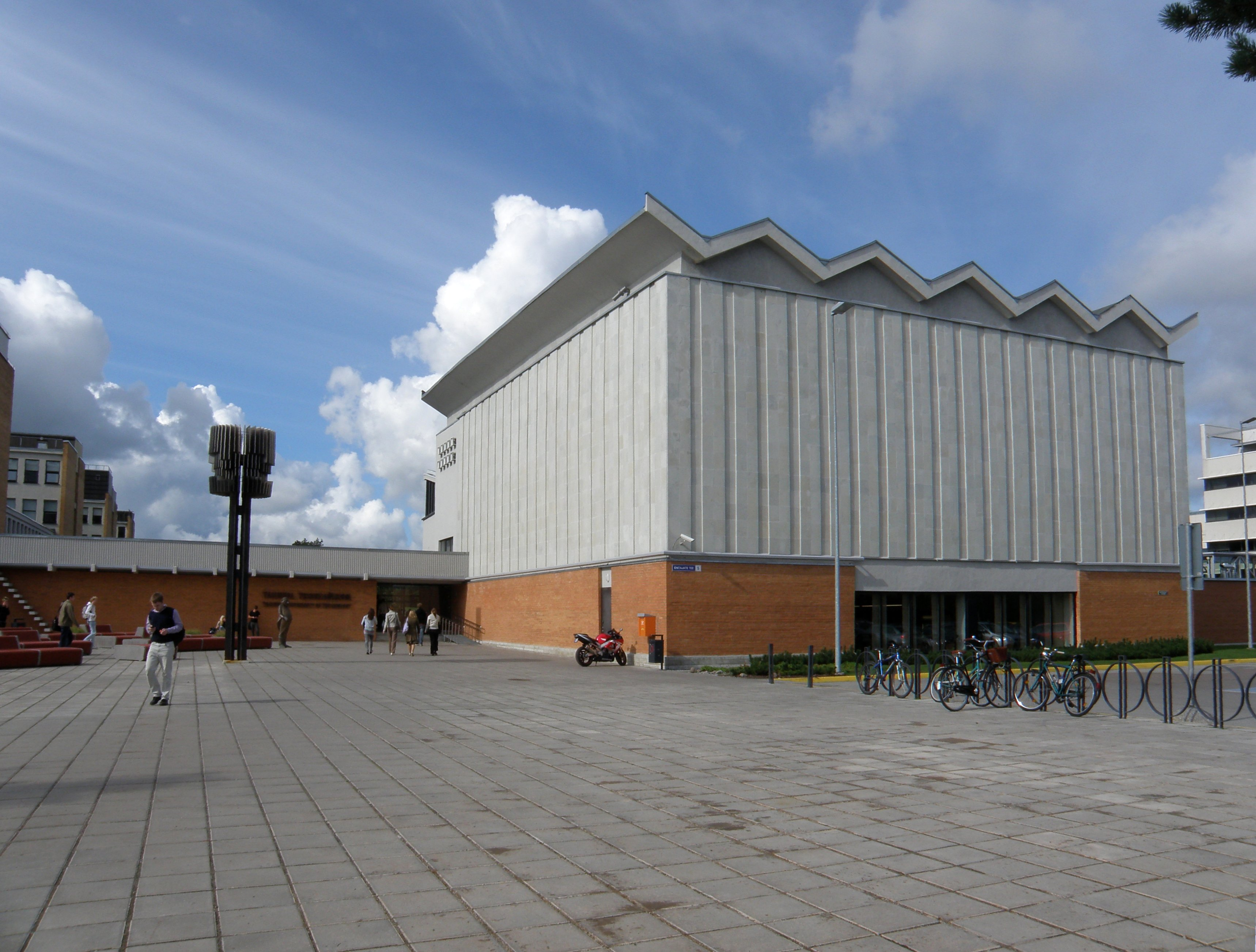
Uniwersytet Techniczny